# Kairana
Kairana es una ciudad y municipio situada en el distrito de Shamli en el estado de Uttar Pradesh (India). Su población es de 89000 habitantes (2011). 

## Demografía
Según el censo de 2011 la población de Kairana era de 89000 habitantes, de los cuales 47047 eran hombres y 41953 eran mujeres. Kairana tiene una tasa media de alfabetización del 47,23%, inferior a la media estatal del 67,68%: la alfabetización masculina es del 55,16%, y la alfabetización femenina del 38,24%.